# Ethosuximide
Ethosuximide, được bán dưới tên thương hiệu Zarontin cùng với một số tên khác, là một loại thuốc dùng để điều trị cho bệnh co giật lặng người. Chúng có thể được sử dụng một mình hoặc sử dụng phối hợp với các loại thuốc chống động kinh khác như axit valproic. Ethosuximide được đưa vào cơ thể qua đường miệng.
Tác dụng phụ của thuốc nhìn chung là không có ảnh hưởng lớn. Các tác dụng phụ thường gặp bao gồm chán ăn, đau bụng, tiêu chảy và cảm thấy mệt mỏi. Tác dụng phụ nghiêm trọng hơn có thể có như suy nghĩ tự tử, mức độ tế bào máu thấp và lupus ban đỏ. Mức độ an toàn nếu sử dụng trong khi mang thai hoặc cho trẻ dưới ba tuổi là không rõ ràng. Ethosuximide thuộc họ thuốc succinimide. Cách thức hoạt động chính xác của thuốc này đến nay vẫn là không rõ ràng.
Ethosuximide đã được chấp thuận cho sử dụng y tế tại Hoa Kỳ vào năm 1960. Nó nằm trong danh sách các thuốc thiết yếu của Tổ chức Y tế Thế giới, tức là nhóm các loại thuốc hiệu quả và an toàn nhất cần thiết trong một hệ thống y tế. Ethosuximide có sẵn dưới dạng thuốc gốc. Chi phí bán buôn ở các nước đang phát triển là khoảng 27,77 USD mỗi tháng. Tại Hoa Kỳ, chi phí bán buôn tính đến năm 2016 là khoảng 41,55 USD / tháng cho một liều điều trị điển hình.